# Julien Serrano
Julien Serrano, né le 13 février 1998 à Aix-en-Provence, est un footballeur français. Il évolue au poste d'arrière gauche au FC Rousset Sainte-Victoire.

## Biographie
En 2011, il intègre le pôle espoirs d'Aix-en-Provence, pour deux ans de préformation.
Le 5 juillet 2019, il est prêté pour une saison au Cercle Bruges, club filial de l'ASM.
Le 14 décembre 2021, libre de tout contrat, il s'engage en faveur de l'US Créteil-Lusitanos, qui évolue alors en National.

## Statistiques
| Saison                | Club                        | Championnat           | Championnat | Championnat | Coupe nationale | Coupe nationale | Coupe de la Ligue | Coupe de la Ligue | Supercoupe | Supercoupe | Compétition(s) continentale(s) | Compétition(s) continentale(s) | Compétition(s) continentale(s) | Total | Total |
| Saison                | Club                        | Division              | M.          | B.          | M.              | B.              | M.                | B.                | M.         | B.         | Comp.                          | M.                             | B.                             | M.    | B.    |
| 2017-2018             | AS Monaco                   | Ligue 1               | 4           | 0           | -               | -               | -                 | -                 | -          | -          | -                              | -                              | -                              | 4     | 0     |
| 2018-2019             | AS Monaco                   | Ligue 1               | 3           | 0           | 1               | 0               | 1                 | 0                 | 1          | 0          | C1                             | 1                              | 0                              | 7     | 0     |
| Sous-total            | Sous-total                  | Sous-total            | 7           | 0           | 1               | 0               | 1                 | 0                 | 1          | 0          | -                              | 1                              | 0                              | 11    | 0     |
| 2019-2020             | Cercle Bruges KSV (prêt)    | Jupiler Pro League    | 7           | 0           | -               | -               | -                 | -                 | -          | -          | -                              | -                              | -                              | 7     | 0     |
| 2019-2020             | AS Béziers (prêt)           | National              | 6           | 0           | -               | -               | -                 | -                 | -          | -          | -                              | -                              | -                              | 6     | 0     |
| 2020-2021             | Livingston FC (prêt)        | Scottish Premiership  | 24          | 1           | -               | -               | 7                 | 0                 | -          | -          | -                              | -                              | -                              | 31    | 1     |
| 2021-2022             | US Créteil-Lusitanos (prêt) | National              | 9           | 0           | 1               | 0               | -                 | -                 | -          | -          | -                              | -                              | -                              | 10    | 0     |
| 2023-2024             | FC Rousset                  | National 3            | 16          | 0           | 2               | 0               | -                 | -                 | -          | -          | -                              | -                              | -                              | 18    | 0     |
| 2024-2025             | FC Rousset                  | National 3            | 25          | 1           | 1               | 0               | -                 | -                 | -          | -          | -                              | -                              | -                              | 26    | 1     |
| Sous-total            | Sous-total                  | Sous-total            | 41          | 1           | 3               | 0               | -                 | -                 | -          | -          | -                              | -                              | -                              | 44    | 1     |
| Total sur la carrière | Total sur la carrière       | Total sur la carrière | 94          | 2           | 5               | 0               | 8                 | 0                 | 1          | 0          | -                              | 1                              | 0                              | 109   | 2     |

## Palmarès
- AS Monaco
  - Vainqueur de la Coupe Gambardella en 2016
  - Vice-champion de France en 2018
  - Finaliste du Trophée des champions en 2018

- Livingston
  - Finaliste de la Coupe de la Ligue écossaise en 2021